# Drahomíra Dražská
Drahomíra Dražská, rozená Habancová (* 11. ledna 1966), byla v listopadu 1989 ve vedlejším pracovním poměru vrátnou na studentských kolejích v Praze-Tróji. 17. listopadu se zúčastnila studentské demonstrace a následného pochodu na Národní třídu. Zde byla při zásahu (středně) zraněna a při čekání na ošetření v nemocnici Na Karlově náměstí si ze vzteku vymyslela fámu, že při policejním zásahu byl zabit student Matematicko-fyzikální fakulty Martin Šmíd.
Odpoledne 18. listopadu se Drahomíra Dražská setkala s manželkou novináře Petra Uhla. Ten předal zprávu o mrtvém studentovi zahraniční rozhlasové stanici Svobodná Evropa, která ji večer odvysílala.
Československá televize odvysílala už dva dny po zásahu rozhovor s oběma studenty toho jména, kteří MFF navštěvovali. Záznam však byl nevalné kvality, připomínající domácí video. Snad také proto tomuto dementování zprávy o mrtvém studentovi nikdo nevěřil.
Tato fáma zmobilizovala obyvatelstvo Československa, v následujících dnech se konaly statisícové demonstrace. Studenti vysokých škol a divadelní herci vyhlásili týdenní stávku a na pondělí 27. listopadu byla vyhlášena dvouhodinová výstražná generální stávka. Tyto kroky později vedly k odstoupení komunistické vlády během událostí známých pod názvem sametová revoluce.
Drahomíra Dražská žije v ústraní a o jejím soukromí není nic známo.
Když Česká televize v roce 2009 natáčela dokument o Sametové revoluci, Drahomíra Dražská poskytla reportérům rozhovor, ve kterém uvedla, že nebyla spolupracovnicí Státní bezpečnosti (StB) a fámou o mrtvém studentovi nesledovala žádné cíle. Fámu si prý vymyslela jen ze vzteku a z bezmoci nad tím, že byla na Národní třídě zraněna. Prvotním impulsem fámy bylo, když na Národní třídě uviděla nakládání bezvládného těla do sanitky. Šlo o příslušníka StB Ludvíka Zifčáka, který studenty sledoval od počátku průvodu na Albertově a během zásahu na Národní třídě omdlel.